# Stolnica svetega Vida, Praga
Metropolitanska stolnica svetega Vida, Venčeslava in Vojteha (češko Metropolitní Katedrála svatého Vita, Václava a Vojtecha) je rimskokatoliška stolnica v Pragi in sedež praškega nadškofa. Do leta 1997 je bila posvečena samo svetemu Vidu in jo še vedno pogosto imenujejo stolnica svetega Vida.
Je odličen zgled gotske arhitekture ter največja in najpomembnejša cerkev v državi na praškem gradu. V njej  so grobnice mnogih čeških kraljev in svetorimskih cesarjev. Je v lasti češke vlade kot del praškega grajskega kompleksa. Velikost je 124 x 60 metrov, glavni stolp je 96,5 metra visok, sprednji stolpi 82 metrov, višina loka je 33,2 metra.

## Izvor
Sedanja stolnica je tretja v skupini verskih objektov, vse so posvečene svetemu Vidu. Prva cerkev je bila zgodnja romanska rotunda, ki jo je ustanovil Venčeslav I. Češki leta 930. Vid je bil kot svetnik izbran zato, ker je Venčeslav od cesarja Henrika I. dobil sveto relikvijo – roko svetega Vida. Prav tako je mogoče, da je Venčeslavu, ki je želel ljudi spremeniti v krščanstvo, pomagalo, ker se je odločil za svetnika, katerega ime (Svatý Vít v češčini) zveni zelo podobno imenu slovanskega sončnega boga Svetovida. Dve verski skupini, večja krščanska in manjša poganska skupnost, sta živeli v praškem gradu istočasno vsaj do 11. stoletja.
Leta 1060 je bila ustanovljena škofija Praga. Princ Spitihnev II. je začel graditi prostornejšo cerkev, saj je bila rotunda premajhna za vse vernike. Zgrajena je bila veliko večja in uglednejša romanska bazilika. Čeprav še vedno ni popolnoma prenovljena, se večina strokovnjakov strinja, da je bila to triladijska bazilika z dvema koroma in parom stolpov, priključenih na zahodni transept. Zasnova stolnice je bila podobna romanski arhitekturi Svetega rimskega cesarstva, predvsem pa opatijski cerkvi v Hildesheimu in stolnici v Speyerju. Južna apsida rotunde je bila vključena v vzhodni transept nove cerkve, kjer je tudi grobnica svetega Venčeslava, ki je postal zavetnik čeških knezov. Škofov dvorec je bil zgrajen južno od nove cerkve in je bil precej razširjen in podaljšan v sredini 12. stoletja.

## Gotska stolnica
Današnja gotska stolnica je bila ustanovljena 21. novembra 1344, ko je bila praška škofija povzdignjena v nadškofijo. Njeni pokrovitelji so bili kapitelj stolnice (z dekanom na čelu), nadškofom Arnoštom iz Pardubic in predvsem češkim kraljem Karlom IV., kmalu zatem svetim rimskim cesarjem, ki je namenil novo stolnico za kronanje, družinsko grobnico, zakladnico za najdragocenejše relikvije kraljestva, zadnje počivališče in romarski kraj zavetnika Venčeslava. Prvi mojster graditelj je bil Francoz Matija iz Arrasa, ki ga je poklical iz papeške palače v Avignonu. Matija je zasnoval celotno postavitev objekta kot uvoz francoske gotske triladijske bazilike z zunanjimi oporniki, kratkimi transepti, petbanjastim obokim korom, desetkotno apsido z ambulatorijem in žarkasto razporejenimi kapelami okrog njega. Zgrajeni pa so bili le najvzhodnejši deli kora z arkadami in ambulatorijem do višine triforija. Vitka vertikalnost pozne francoske gotike in jasna, skoraj toga v razmerjih se danes razlikuje od njegovega dela.
Po Matijevi smrti leta 1352 je delo prevzel nov mojster graditelj. Verjetno že leta 1353 ali najpozneje 1356 je cesar izbral za glavnega arhitekta Petra Parlerja, takrat starega le 23 let, sina arhitekta cerkve svetega Križa v Schwäbisch Gmündu. Parler je sprva delal po načrtih, ki jih je zapustil njegov predhodnik, gradnjo zakristije na severni strani kora in kapelo na jugu. Ko je končal celotno Matijevo levo nedokončano stran, je nadaljeval po lastnih zamislih. Parlerjeva drzna in inovativna zasnova je prinesla enkratno novo sintezo gotskih elementov v arhitekturi. To je najbolje ponazorjeno v obokih, namenjenih koru. Tako imenovane Parlerjeve oboke sestavlja mreža dveh vzporedno tekočih reber (ne eno kot v klasičnih visokogotskih križnih obokih), ki zavzemajo širino kornega stropa in se ne delijo na traveje. Prekrižani pari reber ustvarijo mrežasto konstrukcijo, ki precej okrepi obok. Prav tako daje živahen okras na stropu, saj prepletenost obokanih pol ustvarja dinamičen cikcak vzorec po celi dolžini stolnice. Parler je leta 1385 dokončal kor, pred tem izpeljal prehod v prečno ladjo, sezidal njen južni krak z znamenito Venčeslavovo kapelo (1367) ter začel graditi stolp ob južni prečni ladji (1396). Novost je dinamična povezanost triforija in svetlobnega nadstropja, ki daje vtis, kot da sta nadstropji združeni v eno stekleno steno. Ker je triforij odprt in okna velika, stena navidezno povsem izgine. Na ta način arkade triforija delujejo kot okrasen, lahkoten parapet, nad katerim se dvigajo velika okna, zaključena s krogovičjem. Edini element, ki loči triforij od svetlobnega nadstropja, je fino klesana balustrada.
Medtem ko je bil Matija iz Arrasa geometer in je dajal poudarek togemu sistemu razmerij in jasne, matematične kompozicije v svoji zasnovi, je bil Parler kipar in rezbar. Arhitekturo je obravnaval kot skulpturo, kot da bi se igral s strukturnimi oblikami v kamnu. Poleg njegovih precej drznih obokov se posebnost njegovega dela kaže tudi pri oblikovanju stebrov (s klasično zvonasto obliko stebra, ki je bila skoraj pozabljena v visoki gotiki), iznajdljivem kupolastem oboku nove kapele svetega Venčeslava, valovitih stenah svetlobnega nadstropja, izvirnem oknu s krogovičjem (niti dve njegovi okni nista enaki, ornamenti so vedno drugačni) in slepem krogovičju opornikov. Arhitekturna skulptura je dobila pomembno vlogo v obdobju, ko je bil Parler odgovoren za gradnjo, kot je mogoče videti na konzolah, podhodih preklad in zlasti pri doprsnih kipih na triforiju, ki prikazujejo obraze kraljeve družine, svetnike, praške škofe in dva mojstra, tudi Parlerja.
Dela pa so se nadaljevala precej počasi, saj je cesar naročil Parlerju še mnoge druge projekte, kot so gradnja novega Karlovega mostu v Pragi in številne cerkve po vsej Češki. Leta 1397, ko je Peter Parler umrl, so bili končani šele kor in deli prečne ladje.
Po Parlerjevi smrti leta 1399 sta njegova sinova Mihael Parler in zlasti Jan Parler nadaljevala delo; za nekatera dela jima je uspelo pripeljati še mojstra Petrilka, ki je bil tudi član Parlerjeve delavnice. Ti trije mojstri so dokončali transept in velik stolp na južni strani. Tako je nastalo čelo, ki povezuje stolp z južnim transeptom. Zlata vrata (verjetno zaradi zlatega mozaika poslednje sodbe, upodobljene na njem) so bila portal, skozi katerega so kralji vstopali v stolnico na slovesnost kronanja.
Nastajanje stavbe je bilo ustavljeno z začetkom husitskih vojn v prvi polovici 15. stoletja. Vojna je uničila delavnice, ki so delovale skoraj celo stoletje,  pohištvo iz stolnice, veliko slik in kipov je bilo uničenih zaradi husitskega ikonoklazma. Kot da to ni bilo dovolj, je velik požar leta 1541 precej poškodoval stolnico.

### Kapela svetega Venčeslava
Morda najbolj izstopajoča je kapela svetega Venčeslava, v kateri se hranijo relikvije svetnika. Prostor je zgradil Peter Parler med letoma 1344 in 1364 in ima rebrast obok. Spodnji del stene je čudovito okrašen z več kot 1300 poldragimi kamni in slikami iz Kristusovega pasijona, okrasje je datirano v 1372 in 1373. Zgornji del stene prikazuje slike o življenju svetega Venčeslava, ki ga je ustvaril mojster litomerskega oltarja med 1506 in 1509. V sredini stene je gotski kip svetega Venčeslava, ki je delo Jindřicha Parlerja (Petrovega nečaka) iz leta 1373. Kapela ni odprta za javnost, vendar pa se da videti od vrat.
Majhna vrata s sedmimi ključavnicami v jugozahodnem kotu kapele pripeljejo do zakladnice, v kateri so shranjeni češki kronski dragulji, ki so na ogled javnosti le enkrat vsakih (približno) osem let.

## Renesansa in barok
Večino naslednjih stoletij je bila stolnica na pol končana. Zgrajena je bila do velikega stolpa in prečne ladje, ki je bila zaprta z začasno steno. Kjer je bil triladijski objekt, je stala lesena streha in obredi so potekali ločeno v notranjosti kora. Poskusi, da bi nadaljevali delo, so bili večinoma neuspešni. V drugi polovici 15. stoletja je kralj Vladislav Jagelonski naročil znanemu renesančno-gotskemu arhitektu Benediktu Rajtu nadaljevati delo, a se je skoraj takoj, ko se je delo začelo, tudi končalo zaradi pomanjkanja sredstev. Poznejši poskusi so prinesli nekaj renesančnih in baročnih elementov v gotsko stavbo, predvsem očitno drugačen baročni zvonik na južnem stolpu in velike orgle v severnem krilu prečne ladje.

## Dokončanje v 19. in 20. stoletju
Leta 1844 je Václav Pešina, odločen kanonik svetega Vida, skupaj z neogotskim arhitektom Josefom Krannerjem predstavil program za obnovo in dokončanje velike stolnice na srečanju nemških arhitektov v Pragi. Isto leto je bila ustanovljena Unija za dokončanje stolnice svetega Vida v Pragi, katere cilj je bil popraviti, dopolniti in se znebiti "vsega zastarelega in slogovno sovražnega". Josef Kranner je vodil predvsem popravila  od leta 1861 do leta 1866, znebil se je baročnih okraskov, ki so se zdeli nepotrebni in obnovil notranjost. Leta 1870 je postavil temelje nove ladje. Leta 1873 je umrl in delo je prevzel arhitekt Josef Mocker. Zasnoval je zahodno fasado v tipično klasičnem gotskem slogu z dvema stolpoma. Njegovo zasnovo je po njegovi smrti sprejel ter nadaljeval tretji in zadnji arhitekt obnove Kamil Hilbert.
Leta 1920 je kipar Vojtěch Sucharda delal fasado, slavni češki slikar art nouveauja Alfons Mucha je uredil nova okna v severnem delu ladje. Okno rozeta je oblikoval František Kysela v letih 1925 do 1927. To okno nad portalom upodablja prizore iz svetopisemske zgodbe o stvarjenju. Do jubilejnega leta 1929 je bila stolnica svetega Vida končana, skoraj 600 let po tem, ko se je gradnja začela. Kljub temu da je celotna zahodna polovica stolnice neogotski dodatek, je bilo pri obnovi in nadaljevanju del upoštevanih veliko zamisli Petra Parlerja, kar daje stolnici usklajen in enoten videz.

## Vplivi
Stolnica svetega Vida je imela ogromen vpliv na razvoj pozne gotike, značilne za srednjo Evropo. Člani Parlerjeve delavnice in seveda družina Parler so zasnovali številne cerkve in stavbe po vsej srednji Evropi, opaznejše so Šefanova stolnica na Dunaju, stolnica v Strasbourgu, cerkev svetega Marka v Zagrebu in Cerkev svete Barbare, Kutná Hora na Češkem. Regionalni gotski slog v Sloveniji, na severu Hrvaške, Avstriji, Češki in južni Nemčiji je bil močno pod vplivom Parlerjevega oblikovanja.
Posebnega pomena so Parlerjevi mrežasti rebrasti oboki. Poznogotska srednja Evropa je bogato okrašena in izjemno obokana, kar se je začelo z razvojem Parlerjevega lastnega sistema obokov za kor v stolnici svetega Vida. Drug regionalni gotski slog kaže tudi neverjetno iznajdljivost in krasitev v zasnovi obokov v perpendikularnem slogu angleške gotike. Vprašanje ostaja, kaj je vplivalo na kaj. Nekateri britanski umetnostni in arhitekturni zgodovinarji menijo, da je morda Peter Parler odpotoval v Anglijo na študij velikih angleških gotskih stolnic, kar je nato navdihnilo njegovo delo pri svetem Vidu. Ob upoštevanju, da sta se perpendikularni ali paličasti slog in uporaba resnično nenavadnih obokov v angleški gotiki začela ob koncu 14. stoletja, je povsem mogoče, da je stolnica svetega Vida v Pragi vplivala na razvoj angleške gotike. 

## Najnovejše obdobje
Leta 1997, ob 1000-letnici smrti svetega Vojteha, patrona cerkve, se je patronat ponovno razširil na svetega Venčeslava in svetega Vojteha (tudi znan kot Adalbert). Prejšnja romanska bazilika je imela trojni patronat glavnih čeških pokroviteljev od leta 1038, ko so dali sem relikvije svetega Vojteha.
Leta 1954 je vlada z odlokom celoten praški grad prepustila "vsem češkoslovaškim ljudem" in ga dala v upravljanje uradu predsednika republike. Po žametni revoluciji leta 1992 je bilo več cerkvenih peticij, vložili so zahtevo, da se ugotovi, kdo je pravi lastnik. Po 14 letih, junija 2006, je mestno sodišče v Pragi odločilo, da odlok iz leta 1954 ni spremenil lastništva stolnice in da je lastnik Metropolitanski kapitelj svetega Vida. Septembra 2006 je urad predsednika predal upravo Metropolitanskemu kapitlju, vendar pa je februarja 2007 vrhovno sodišče v Pragi preklicalo odločitev mestnega sodišča in vrnilo zadevo okrožnemu sodišču. Septembra 2007 je okrožno sodišče v Pragi odločilo, da je stolnica v lasti Češke republike, to odločitev je potrdilo tudi mestno sodišče v Pragi, ustavno sodišče je zavrnilo pritožbo Metropolitanskega kapitlja. Metropolitanski kapitelj je želel vložiti pritožbo na Evropsko sodišče za človekove pravice. Notranja oprema stolnice pa je nedvomno last cerkve.
Maja 2010 sta nov praški nadškof Dominik Duka in češki predsednik Václav Klaus skupaj izjavila, da ne želita nadaljevati sodnih sporov. Določila sta sedem oseb imetnikov ključev zakladnice svetega Venčeslava s češkimi kronskimi dragulji ter odbor za usklajevanje in organiziranje upravljanja in uporabo stolnice. Polemika o lastništvu nekaterih povezanih hiš se nadaljuje.

## Galerija
- Mozaik poslednje sodbe (1372)
- Tretje dvorišče
- Pogled
- Obok zlatih vrat
- Južna stran
- Zvon Sigismund je največji zvon na Češkem (1549, 16,5 tone)
- Arhitektura 20. stoletja okoli neogotskih elementov
- Bruhalnik
- Notranjost v soncu
- Kiparja in arhitekta Mocker in Hilbert
- Alfons Mucha – vitraj
- Češki kronski dragulji (kopija) na praškem gradu
- Rozeta na sprednji fasadi
- Vitraji v notranjosti stolnice
- Zunanji oporniki s fialami podpirajo kor
- Grobnica Janeza Nepomuka v stolnici svetega Vida

## Opis

### Zunanjost
Triladijska gotska stolnica francoskega tipa oklepa obroč kapel in bogat podporni sistem, ki se razteza okoli velikega kora. Na južni strani stoji na dvorišču kapela svetega Venčeslava, sosednja je dvorana južno od zlatih vrat, ki stoji pred južno fasado transepta. V vogalu je poznogotsko spiralno stopnišče. Na jugu je velik stolp, pri dnu gotski, na višini 55 metrov, na kateri naj bi stolp prešel v osmerokotni tloris, je galerija z renesančno in baročno kupolo. Na dnu stolpa je kamnita plošča iz leta 1394, ki opisuje nastanek srednjeveške stavbe. V primerjavi s prvotnim projektom, ki bi omogočil simetrični severni stolp, so arhitekti izbrali sodoben zaključek z dvema stolpoma na zahodni fasadi. Prav tako zahodni del meji na obeh straneh na venec kapel.

### Mozaikposlednje sodbe
Mozaik poslednje sodbe je delo iz obdobja 1370–1372 in kaže krščansko sodbo nad ljudmi ob sodnem dnevu, ko je treba presojati, kam kdo gre, ali v nebesa ali pekel. Mozaik je bil obnovljen leta 1961 in 2000. Enota je razdeljena na tri dele. V sredini je upodobljen Kristus kot sodnik, obkrožen z angeli, ki nosijo predmete Kristusovega trpljenja, pod skupino je šest priprošnjikov – čeških pokroviteljev, označenih z njihovimi imeni: klečita Karel IV. in njegova četrta žena Elizabeta Pomeranska na vrhu tako imenovane veraikone (resnična podoba Kristusa), za njima so še drugi v skupini. Devica Marija in sveti Janez Krstnik posredujeta za človeštvo, od apostolov sta ločena z o okni. Na spodnji levi strani mrtvi vstajajo iz grobov, sprejemajo jih trije angeli. Na nasprotni desni strani je skupina grešnikov, ki jim z mečem sodi nadangel Mihael, modri hudiči pa jih sprejemajo v peklenske plamene.

### Zvonovi
Za zvonjenje zvonov pri svetem Vidu skrbi prostovoljno združenje Campanario Pragenses Sancti Viti pod vodstvom Tomaža Stařeckéga. Na južnem stolpu je sedem zvonov na dveh ravneh:
- zvon Sigismund je na ukaz Ferdinanda I. ulil leta 1549 Tomaš Jaroš v Brnu kot zamenjavo za starejši zvon z istim imenom iz leta 1477. Utež tehta približno 13,5 tone, premer je 2,56 metra in je največji češki zvon,
- zvon Vaclav je iz leta 1542, zvonarja Ondrej in Matjaš Praški,
- zvon Janeza Krstnika iz leta 1546, zvonar Stanislav,
- Jožefov zvon iz leta 1602, Martin Hilger

ter trije novi zvonovi iz delavnice Ditrih iz Brodka v Prerovu, ulita leta 2012, ki so nadomestili stare zvonove z istim imenom:
```
* 
zvon Dominik
, njegovo ime (s spoštovanjem do zgodovinske napake predhodnika) je iz 
dominikál
 – zvon, ki zvoni ob nedeljski maši (nedelja – Gospodov dan = 
Dominica
 – 
Dominus
 = Gospod),
```

- Marijin zvon,
- Jezusov zvon, najmanjši zvon.

Vsi grajski zvonovi, urne činele in druga oprema so bili uničeni v požaru leta 1541, drugič pa zaseženi med svetovnima vojnama.

### Notranjost stolnice
Notranjost glavne ladje je navpično razdeljena s triforijem, ki kroži po vsej stolnici. Na stebrih kora je 21 doprsnih kipov monarhov, škofov, kraljic in gradbenikov iz delavnice Petra Parlerja. Za glavnim oltarjem so grobnice prvih škofov in kip kardinala Schwarzenberga,  Josefa Václava Myslbeka. Na južni galeriji je monumentalen srebrn grob svetega Janeza Nepomuka iz leta 1736, ki ga je zasnoval E. Fischer von Erlach. Na obodu visokega kora najdemo dve veliki baročni rezbariji, ki prikazujeta opustošenje cerkve leta 1619 in pobeg Zimskega kralja 1620. V sredini ladje je renesančni mavzolej (grobnica) Maksimilijana II., Ferdinanda I. in njegove žene Ane Jagelonske, delo Nizozemca Alexandra Collina, končan 1589. Mavzolej je zaščiten z renesančno okrasno rešetko, ob strani so upodobljeni češki kralji in kraljice, ki so zakopani v kripti pod njim.
Omeniti je treba še zgodnjebaročno prižnico, renesančno Wohlmuthovo mansardo v severni prečni ladji, kamor so ob dokončanju cerkve prenesli baročne orgle namesto renesančnih, uničenih v pruskem bombardiranju leta 1757. Poleg tega je še več predvsem baročnih nagrobnikov, leseno Križanje Františka Bílka z oltarno menzo in vitraji vodilnih umetnikov zgodnjega 20. stoletja.

### Kapela svetega Venčeslava
Osrednji in najsvetejši prostor v stolnici je kapela svetega Venčeslava. Zgrajena je nad prvotnim grobom svetega Venčeslava kot ločeno svetišče, vstavljeno v cerkev, njegova zasnova spominja na skrinjo relikvij. Spodnji del kapele je okrašen s slikami iz pasijona in dragimi kamni, zasajenimi v pozlačen omet. Zunanjost je v nasprotju s sijajno notranjostjo podobna karlštejnski kapeli svetega Križa. Nad mrežo tik ob oltarju, kjer je bilo shranjeno mazilno olje med kronanjem, je naslikan portret Karla IV. Slike so bile spremenjene v 70. letih 15. stoletja, ko so v zgornjem delu kapele naslikali tudi angele in pokrovitelje. Druge slike v tem prostoru predstavljajo prizore iz legend o svetem Venčeslavu. Avtor je lahko mojster litomerskega oltarja, ideološki avtor pa je predstojnik Jan iz Vartenberka. Nadaljnje spremembe in dopolnitve so slike Daniela Alekseja iz Květne. Nad oltarjem je naslikan večbarvni sveti Venčeslav, obdan z angeli, s sulico in ščitom. Izvira iz 70. let 14. stoletja, avtorja sta verjetno Peter Parler in njegov nečak Henrik. Je najstarejši ohranjen prostostoječ kip svetnika. Na desni strani južne stene so vrata zaprta s sedmimi ključavnicami, ki vodijo do stopnišča v zakladnico, v kateri so shranjeni češki kronski dragulji.

### Kapele
Južna in severna stena stolne cerkve in njen zaključek so obloženi z vencem kapel, kapelo svete Ljudmile, ki se začne desno od glavnega vhoda (vhod v stolnico z novimi vrati pa je na levi strani).
Neogotska ladja, južna stran
1 kapela svete Ljudmile (prva)
2 kapela božjega groba
3 kapela Tunska – levo od vhoda v kapiteljsko knjižnico in arhiv
Gotski del na južni strani
4 kapela božjega groba (Hazmburškae) – pod gotskim stolpom pri zadnjem vhodu v stolp
5 kapela svetega Venčeslava z grobom in vhodom v zakladnico
Gotski prezbiterij
6 kapela svetega Andreja (iz Martinic) – nagrobnik J. Bořite iz Martinic
7 kapela svetega Križa (Kristusov obraz ali sveti Simon in Juda) – asimetrična, desna stran kvadratna, P. Parler, leva lomljena, M. Arras; kraljevi oratorij – poznogotski Vladislav Jagelonski, dostopen iz Stare kraljeve palače
8 kapela svete Marije Magdalene (Wallenstein) z nagrobniki Matije iz Arrasa in Petra Parlerja
9 kapela svetega Janeza Nepomuka (izvirno Erhard in Otilija Vlašim, sveti Vojteh) z relikvijami svetega Vojteha in Radima; v sprednjem delu kapele je srebrn grob Janeza Nepomuka
10 kapela svetih relikvij (Saška, Šternberska) z nagrobniki Otokarja I. (desno) in Otokarja II. (levo) iz obdobja Karla IV.
11 kapela svete Trojice in Marije (cesarske), grob Spitihneva II. in Bžetislava I. – v osi stolnice
12 kapela svetega Janeza Krstnika (Arnoštova, svetega Antona) – gotske grobnice Bžetislava II. in Borživoja II., pod okni grobnici nadškofov Antonína Brusa iz Mohelnice in Martina Medka
13 nadškofova kapela (Pernštejnska, svete Agate) – renesančna grobnica Vratislava II. Pernštejna, nadškofje pokopani v letih 1793 do 1901
14 kapela svete Ane (Nostič) – na oltarni mizi je plošča iz leta 1266, izvirnik iz cerkve svetega Martina iz Trierja
15 kapela svetega Mihaela (stara zakristija) – slika Kristusov krst Petra Brandla, obok s previsno streho
16 kapela svetega Sigismunda (Černinska) z relikvijami svetnikov in grobnicami, med drugim Humprechta Černina iz Chudenic in Sigismunda Bathorija
Neogotska ladja, severna stran
17 Wohlmuthov kor z baročnimi orglami
18 kapela zakramenta
19 kapela novega nadškofa z grobnicami škofa Antonina Podlahija in nadškofa, kardinala Františka Tomáška; v tej kapeli sta še dva prazna prostora za pokop
20 kapela Schwarzenberska
21 kapela svete Anežke Češke (do 1989 Bartonova iz Dobenina)

## Grobnice kraljev in cesarjev
Grobnice čeških kraljev se shranijo v kraljevi grobnici v kleti stolnice, dva kralja v Collinovem mavzoleju v stolnici in drugih dveh kraljev in knezov v koru.
1. Otokar I. Přemysl, češki kralj (1155, 15. december 1230)
2. Otokar II. Přemysl, češki kralj (1232, 26. avgust 1278)
3. Rudolf II. Habsburški, vojvoda avstrijski (1271, 10. maj 1290)
4. Judita Habsburška, češka kraljica (13. marec 1271, 18. junij 1296) – žena kralja Venčeslava II.
5. Rudolf I. Habsburški, češki kralj (1282, 4. julij 1307)
6. Blanka Margreta iz Valoisa, kraljica Svetega rimskega cesarstva in češka kraljica (1317, 1. avgust 1348) – žena svetega rimskega cesarja in češkega kralja Karla IV.
7. Karel IV. Luksemburški, svetorimski cesar in češki kralj (14. maj 1316, 29. november 1378)
8. Václav IV., češki kralj in svetorimski cesar (26. februar 1361, 16. avgust 1419)
9. Jiři Poděbradski (Jurij s Podjebrad) češki kralj (6. april 1420, 22. marec 1471)
10. Ana Jagelonska (23. julij 1503, 27. januar 1547) – žena cesarja Ferdinanda I.
11. Ladislav Pohrobek, češki kralj (22. februar 1440, 23. november 1457)
12. Ferdinand I. Habsburški, svetorimski cesar in češki kralj (10. marec 1503, 25. julij 1564)
13. Maksmilijan II. Habsburški, svetorimski cesar in češki kralj (31. julij 1527, 12. oktober 1576)
14. nadvojvodinja Eleonora (4. november 1568, 12. marec 1580) – hči Maksmilijana II.
15. Rudolf II. Habsburški, svetorimski cesar in češki kralj (18. julij 1552, 20. januar 1612)
16. Marija Amalija Habsburško-Lotarinška, vojvodinja parmska (26. februar 1746, 18. junij 1804) – žena vojvode Ferdinanda Parmskega